# Pieni Kuukasjärvi
Pieni Kuukasjärvi eller Kuukasjärvi är en sjö i Finland. Den ligger i kommunen Ranua i landskapet Lappland, i den norra delen av landet, 600 km norr om huvudstaden Helsingfors. Pieni Kuukasjärvi ligger 155,4 meter över havet. Arean är 69,1 hektar och strandlinjen är 7,97 kilometer lång. Sjön  ingår i Ijo älvs huvudavrinningsområde. 